# راسموس كيير
راسموس كيير (بالدنماركية: Rasmus Kjær Pedersen)‏ هو لاعب كرة الريشة دنماركي، ولد في 4 أكتوبر 1998 في بلدية غلوستروب ‏ في الدنمارك.

## وصلات خارجية
- راسموس كيير على موقع BWF.tournamentsoftware.com (الإنجليزية)
- راسموس كيير على موقع BWFbadminton.com (الإنجليزية)